# Yehiel Berkovich
Yehiel Berkovich (Bercovici, în ebraică:יחיאל ברקוביץ', n. 1855, Iași, Moldova – d. 2 august 1926, Haifa, Palestina sub mandat britanic) a fost un comerciant și agricultor evreu palestinian, originar din România, pionier al mișcării sioniste Hovevey Tzion, unul din întemeietorii Asociației  evreilor din România pentru așezarea în Palestina istorică (Țara Israelului). Berkovich a fost unul din conducătorii încercării de colonizare evreiască în regiunea Hauran (parte din biblicul Bashan) și unul din întemeietorii localității evreiești Yavneel, azi în Israel. 

## Biografie
Yehiel Bercovici s-a născut în 1855 la Iași, în Principatul Moldovei. S-a numit Bercovici adică „fiul lui Bercu” după numele propriu al tatălui său, Bercu Gross. A primit o educație religioasă iudaică tradițională, în heder și apoi, în ieșiva, până la vârsta de 17 ani. S-a căsătorit cu soția sa, Tova, născută Kutscher, când aceasta avea 14 ani. Ea era verișoara sa, fiica unui unchi dinspre mamă, Avraham Kutscher, care era un membru entuziast al mișcării ("pre-") sioniste Hovevei Tzion (Iubitorii Sionului),care milita pentru emigrarea (Alia) și așezarea agricolă a evreilor în Palestina, care se afla pe atunci sub stăpânirea Imperiului Otoman. Bercovici s-a ocupat cu comerțul, fiind și furnizor al armatei române. Din tinerețe a devenit activ în "Hovevei Tzion", care în 1890 a înființat o secție la Iași. Și copiilor săi le-a dat educație evreiască. S-a aflat în relații de prietenie cu Avraham Goldfaden, părintele teatrului în limba idiș,  și cu  fruntașii sionismului în România în vremea sa - Dr.Karpel Lippe și Samuel Pineles.   
În 1892, la vârsta de 37 ani, a renunțat la afaceri și a vizitat Palestina. Întors în România a luat parte la Conferința sionistă de la Galați, în care a raportat despre vizita sa în Țara Sfântă. După conferință s-a numărat printre fondatorii „Asociației evreilor din România pentru așezare în Țara Israelului”. În această calitate, a plecat în Franța, pentru a se întâlni, prin medierea șef rabinului Zadok Kahn și a lui Elias Scheid cu baronul Edmond de Rothschild, Acesta a consimțit să-i vândă 2000 hectare din pământurile pe care le achiziționase în regiunea Hauran din sudul Siriei, în vederea emigrației in Palestina. Împreună cu Scheid, trimisul baronului, Berkovich a plecat apoi la Istanbul, unde nu a izbutit să obțină autorizațiile necesare de la autoritățile otomane.
În 1896, Bercovici a emigrat, stând în fruntea unui prim grup de coloniști evrei din România și Bulgaria. Ei au debarcat la Beirut și s-au așezat mai întâi la Saham Djulan, în zona Hauran din sudul Siriei, care in antichitate a facut parte din zona denumita Bashan în Biblia ebraică.  Ulterior, i s-au alăturat soția Tova și cei zece copii, care rămăseseră la Damasc, precum și alte 25 familii. Au plantat măslini, viță de vie și duzi în scopul cultivării de viermi de mătase. După îndepărtarea administratorului din partea lui Rothschild, Yehoshua Ossovietzki, care știuse să se pună bine cu autoritățile, guvernatorul (valiul) otoman din Damasc a remarcat că așezarea acestor evrei nu era legală și a inițiat numeroase șicane, cu concursul arabilor din vecinătate, și i-a silit să părăsească zona. După trei ani dificili, cu probleme de adaptare, condiții grele de trai, confruntări cu malaria și cu furturi din partea unor vecini arabi, grupul de coloniști a fost nevoit să se transfere, în grabă, la Rosh Pina și la Safed. Berkovich a rămas la Rosh Pina vreme de doi ani. După cumpărarea de către Compania YCA unor terenuri în localitatea Yemma, Berkovich și alții din grupul din Hauran, au pus acolo temeliile așezării (moshavá) Yavne'el. În 1923 Marea Britanie a predat zona Hauran Franței, care administra Siria.
Berkovich a activat pe plan obștesc și a fost vreme de mulți ani, membru al Comitetului de conducere al așezării. 
El a murit la Haifa în 1926 și a fost înmormântat la Yavneel.